# Vassilikí (Lassithi)
Vassilikí (grec Βασιλική, normalment transcrit Vasiliki) és un poble de la municipalitat de Ieràpetra, a la prefectura de Lassithi, a Creta, del qual pren el nom el veí jaciment arqueològic  minòic.

## Geografia
Vassilikí està situat en un petit turó al nord de l'istme de Ierapetra. La sortida de la imponent Gorja de Kha (en grec Φαράγγι Χά) es troba molt a prop.

## Arqueologia
Vassilikí va ser excavat per primera vegada de 1903-1906 per l'arqueòleg nord-americà R. B. Seager. Nicolas Platon continuar les excavacions en 1953. En 1970, A. A. Zois començar un meticulós treball que va durar fins a 1982 i va tornar al jaciment de nou a 1990 per continuar les excavacions.
El llogaret minoica va estar en ús des de l'anomenada ceràmica minoica MI IIA (Minoico Inicial IIA entre 3000 aC/2900 i 2300/2150 aC corresponent al període prepalacial) a la MF IA (Minòic final IA entre 1600/1580 i 1480 aC corresponent al període Neopalacial). Ja des voltants de 2500 aC des d'ara, els elements artístics de la cultura de Vassilikí s'assemblen als d'altres llocs cretencs com Cnossos i Trapezea segons les restes arqueològiques de ceràmica trobats. Una tomba propera datada per la ceràmica minoica a MF III (Minòic Final III corresponent al període entre Neopalacial i Postpalacial) que una vegada va ser descoberta, no s'ha aconseguit tornar a conèixer la seva ubicació.
El lloc inclou habitatges, molta ceràmica coneguda com a  ceràmica Vassilikí, amb formes anatòliques i un pati pavimentat.
Del període Minòic Inicial s'han trobat dues ales en angle d'un edifici que s'ha anomenat Casa del Pujol, on sa ha pogut albirar una espècie de palauet, amb petit pati interior que seria un prototip dels palaus minoics posteriors.

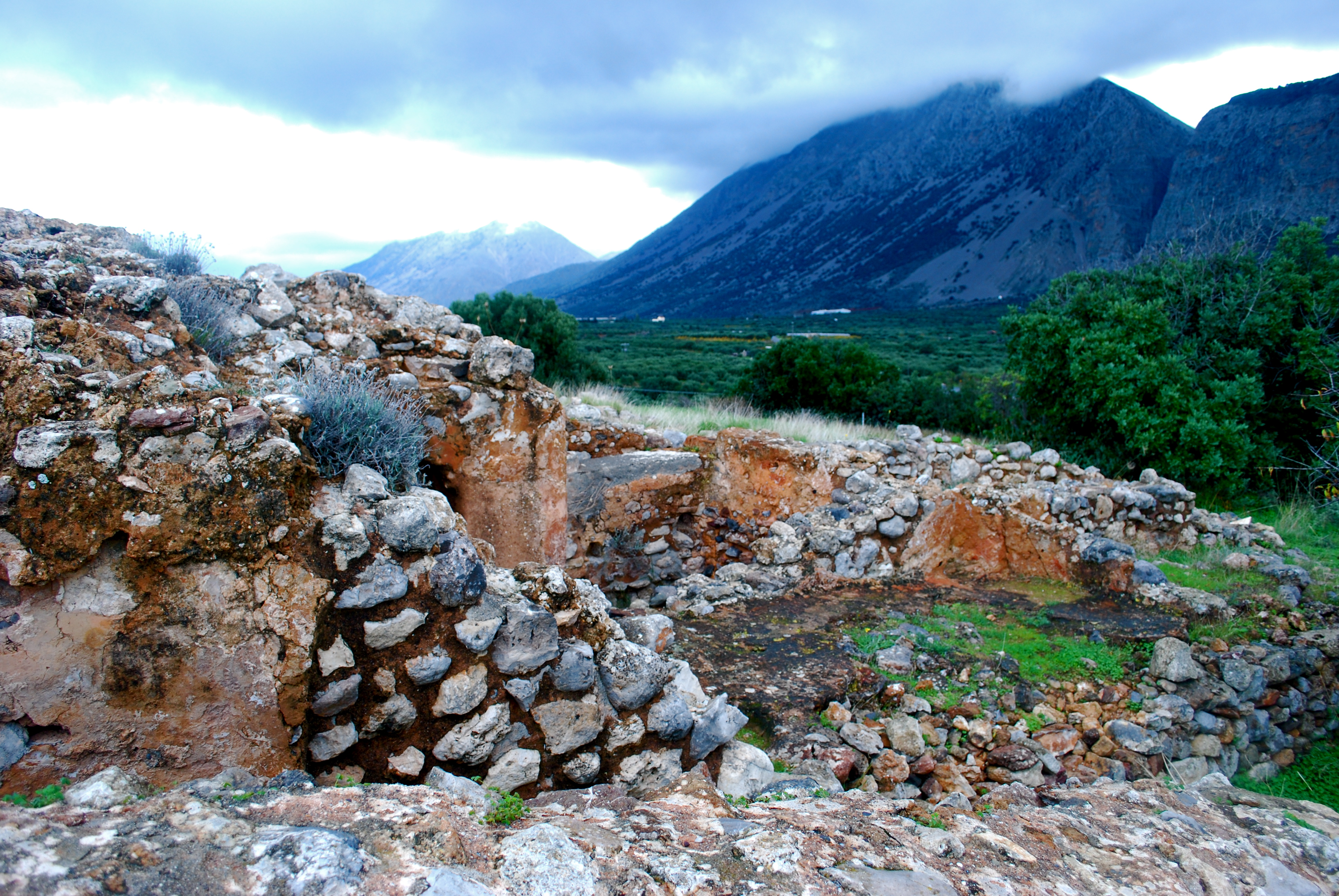
Jaciment arqueològic de Vassilikí a Creta